# 熊野牛王符
熊野牛王符（くまのごおうふ、熊野牛玉符）は、熊野三山で配布される特殊な神札。

## 概要
「熊野牛王神符」、「烏牛王」、「おからすさん」などと呼ばれる。一般的な神札と違って一枚ものの和紙の上に墨と木版で手刷りされ、朱印を押したもので、意匠には多くの烏が用いられる（烏文字）。種類は、大きく分けて「那智瀧宝印」「熊野山宝印（本宮）」「熊野山宝印（新宮）」の3種類だが、熊野三山の各大社ごとに意匠は異なる。烏文字は烏の配列で文字を表すもので、本宮と新宮では「熊野山宝印」、那智では「那智瀧宝印」と記されるが極めて読みにくい。3種類以外の「神蔵牛玉宝印」も熊野牛王符で、しかもかなり出回っていた。更に中世から近世にかけて全国各地の熊野神社から発行されていたため、単純な分類は不可能と言ってよい。

## 利用法
一般的な護符としての利用法と、起請文（誓約書）として用いる方法がある。
一般的な護符としての利用法
- かまどの上に祀り火難除けとする。
- 門口に祀り、盗難除けとする。
- 懐中に入れ、船酔い、飛行機酔いなどを防ぐ。
- 病人の床に敷き、病気平癒を祈願する。

などがある。
誓約書としての利用法
- 牛王符の裏面に起請文を書く。こうすると誓約の内容を熊野権現に対して誓ったことになり、誓約を破ると熊野権現の使いであるカラスが一羽（一説に三羽）死に、約束を破った本人も血を吐いて死に、地獄に落ちると信じられた。起請文としての牛王符を「熊野誓紙」と言った。
- 火起請では手に牛王宝印を広げ、その上から鉄火棒を持った。こうすることで、正しい者は熊野権現から灼熱に護られると信じられた。

## 歴史
起源は明確でなく、素戔嗚尊と天照大神の誓約に起源を持つとか、神武東征の際、熊野烏の助けを受けたなどの故事に由来するとなどと言われている。また、「牛王」「牛玉」とは「最上のもの」の意とも説明されるが、これらを「ごおう」と読むのは、漢方薬の牛黄（ごおう）を朱印の材料に使ったという説がある。
熊野本宮大社の牛王神符については天武天皇の白鳳11年の記録が残っている。
『吾妻鏡』にある源義経の「腰越状」の記述に諸神諸社の牛王宝印に誓いを立てたとあるが、信憑性は疑われている。
熊野牛王符が起請文として使われた最古の記録は、奈良の東大寺に残る。鎌倉時代中期の文永3年（1266年）のもので、僧侶の間で紛争が起き、熊野牛王符に誓ってそれを解決したとある。
戦国時代になると、大名同士の誓約に牛王符が用いられるようになった。豊臣秀吉の臨終が近くなったとき、徳川家康をはじめとする五大老、五奉行に「熊野牛王符」に起請文を書かせ、ここに豊臣秀頼に対する忠誠を誓約させている。
江戸時代では、赤穂浪士が討ち入りを前に熊野牛王符に誓約したとされる。一方、遊女が客との間で熊野誓紙を取り交わし、擬似的な結婚をすることも流行したという。もっとも、客をたくさん取るために誓紙を乱発した遊女もいたと見えて、古典落語の『三枚起請』ではそれがばれて起きる騒動を題材としている。高杉晋作が作ったとされる都都逸、「三千世界の烏を殺し、ぬしと朝寝がしてみたい」は熊野牛王符にまつわる伝説を念頭に作られたとされ、前記の『三枚起請』の落ちはこれを踏まえている。
現在は熊野本宮大社の神前結婚式では誓詞の裏に牛王符を貼る。

## 画像
熊野本宮大社
熊野那智大社
熊野速玉大社（新宮）